# Stadio Matmut-Atlantique
Lo stadio Atlantique (in francese stade Atlantique) è un impianto sportivo multifunzione francese che si trova a Bordeaux.
Costruito in occasione del campionato europeo di calcio 2016 e inaugurato come Nouveau stade de Bordeaux, ospita le gare interne di calcio del Bordeaux e saltuariamente anche incontri di rugby.

## Storia
Il progetto è stato ideato dallo studio Herzog & de Meuron in occasione della candidatura della Francia per Euro 2016. 
Tale progetto è stato necessario per poter proporre la città di Bordeaux come una delle sedi del campionato europeo, in quanto lo stadio della città, lo stadio Chaban-Delmas risalente al 1938, pur avendo ospitato sei partite del Mondiale 1998, non permetteva più di poter ospitare un importante evento calcistico. Perciò il comune di Bordeaux ha deciso di costruire un nuovo stadio nel quartiere Lac, nel nord della città.
La costruzione è iniziata il 4 novembre 2012. L'opera è costata circa 168M €, ed è stata inaugurata il 23 maggio 2015. Lo stesso giorno si è giocata la prima partita ufficiale nel nuovo impianto, la sfida tra Bordeaux e Montpellier, valida per la Ligue 1 2014-2015, finita 2 a 1 per i padroni di casa.
Ha ospitato alcuni incontri del Campionato francese di rugby a 15 in cui ha giocato la squadra cittadina dell'Bordeaux Bègles e le semifinali del Top 14 2014-2015. Dal campionato 2015-2016 il Bordeaux Bègles giocherà ogni anno le tre più importanti partite della stagione.
Nel 2024 l'impianto ha ospitato alcune gare del torneo di calcio dei Giochi della XXXIII Olimpiade.

## Partite dell'Europeo 2016
| Data           | Ora (CET) | Squadra #1 | Ris.            | Squadra #2 | Fase del torneo  | Spettatori |
| -------------- | --------- | ---------- | --------------- | ---------- | ---------------- | ---------- |
| 11 giugno 2016 | 18:00     | Galles     | 2 - 1           | Slovacchia | Girone B         | 37 831     |
| 14 giugno 2016 | 18:00     | Austria    | 0 - 2           | Ungheria   | Girone F         | 34 424     |
| 18 giugno 2016 | 15:00     | Belgio     | 3 - 0           | Irlanda    | Girone E         | 39 493     |
| 21 giugno 2016 | 21:00     | Croazia    | 2 - 1           | Spagna     | Girone D         | 37 245     |
| 2 luglio 2016  | 21:00     | Germania   | 1 - 1 (6-5 dcr) | Italia     | Quarti di finale | 38 764     |

## Galleria d'immagini

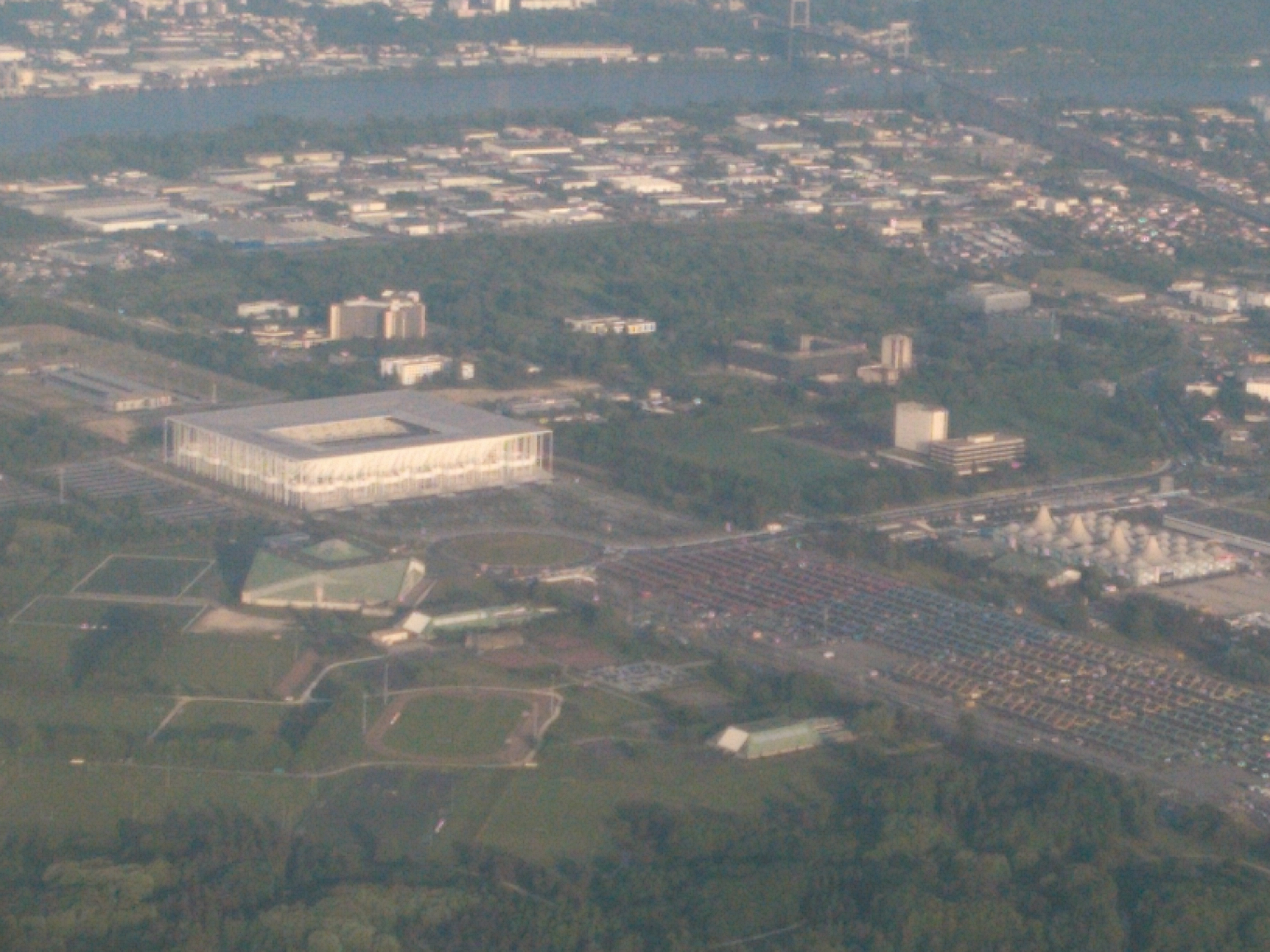
Foto aerea della zona in cui sorge lo stadio.
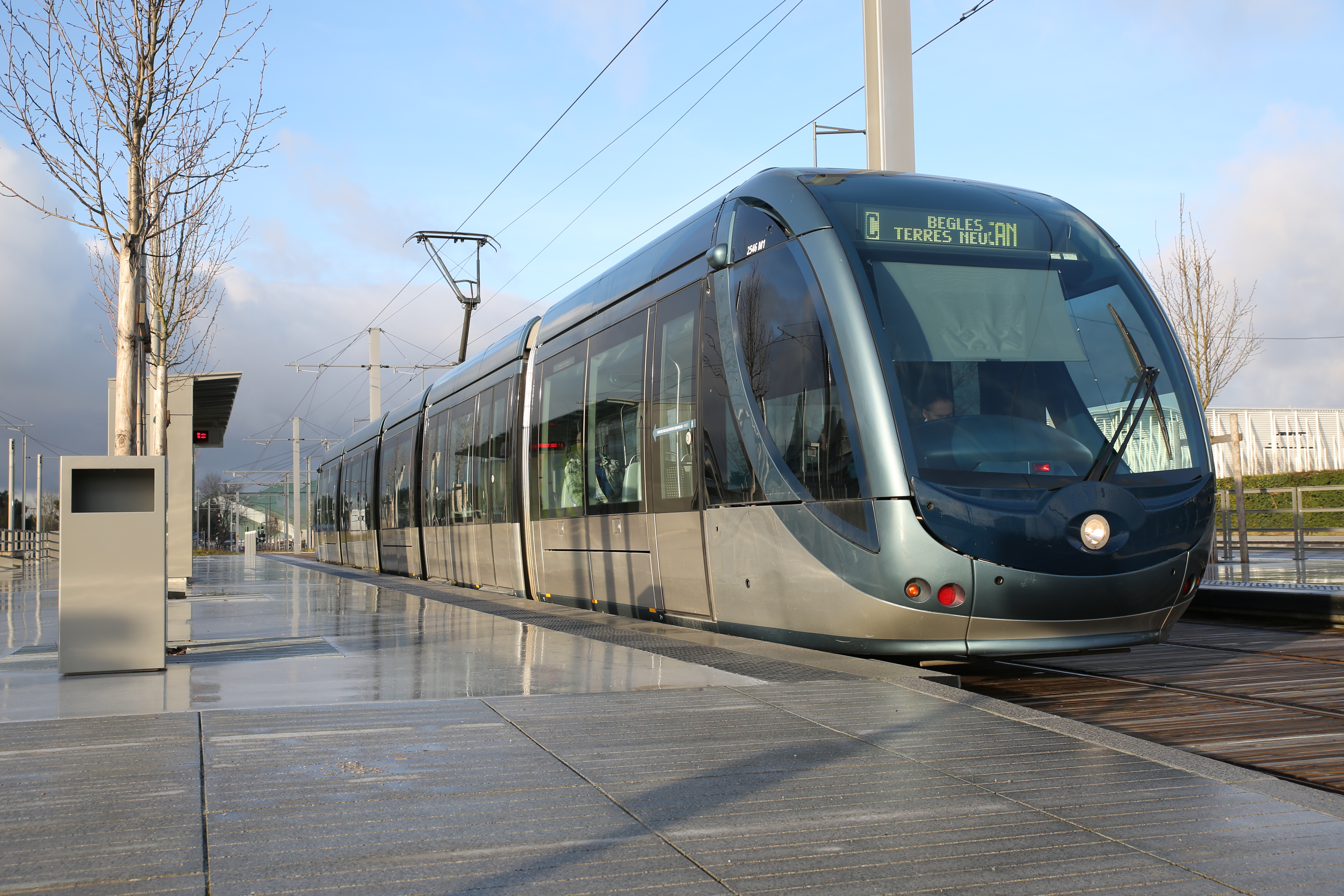
Stazione del tram che serve lo stadio.
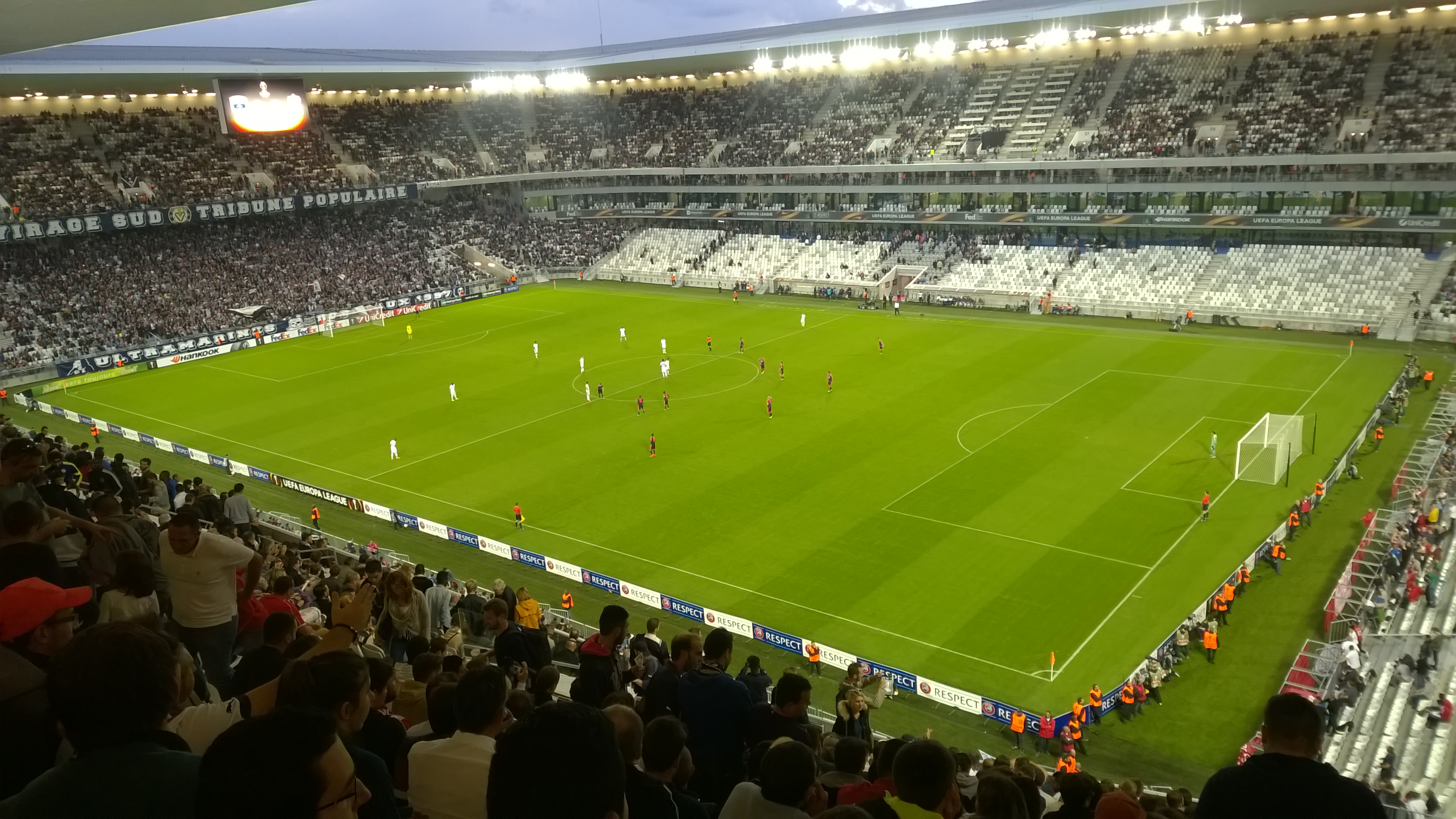
Visuale interna dello stadio